# Edson Luís de Lima Souto
Edson Luís de Lima Souto   (Belém, 24 de febrer de 1950 - Rio de Janeiro, 28 de març de 1968) va ser un estudiant de secundària brasiler assassinat per policies militars, durant un enfrontament en el restaurant Calabouço, al centre de Rio de Janeiro. El seu assassinat va marcar l'inici d'un any turbulent d'intenses mobilitzacions contra el règim militar que es va endurir fins a decretar el conegut com AI-5 (Ato Institucional Número Cinco), un dels decrets més durs de la dictadura que suspenia les garanties constitucionals i facilitava l'aplicació sistemàtica de la tortura.
Nascut en una família pobra, va iniciar els estudis en la Escola Estatal Augusto Meira a Betlem, a Pará. Va anar a viure a Rio de Janeiro per a fer el segon grau a l'Institut Cooperatiu d'Ensenyament, en el qual hi havia el restaurant Calabouço on va ser assassinat.

## Assassinat

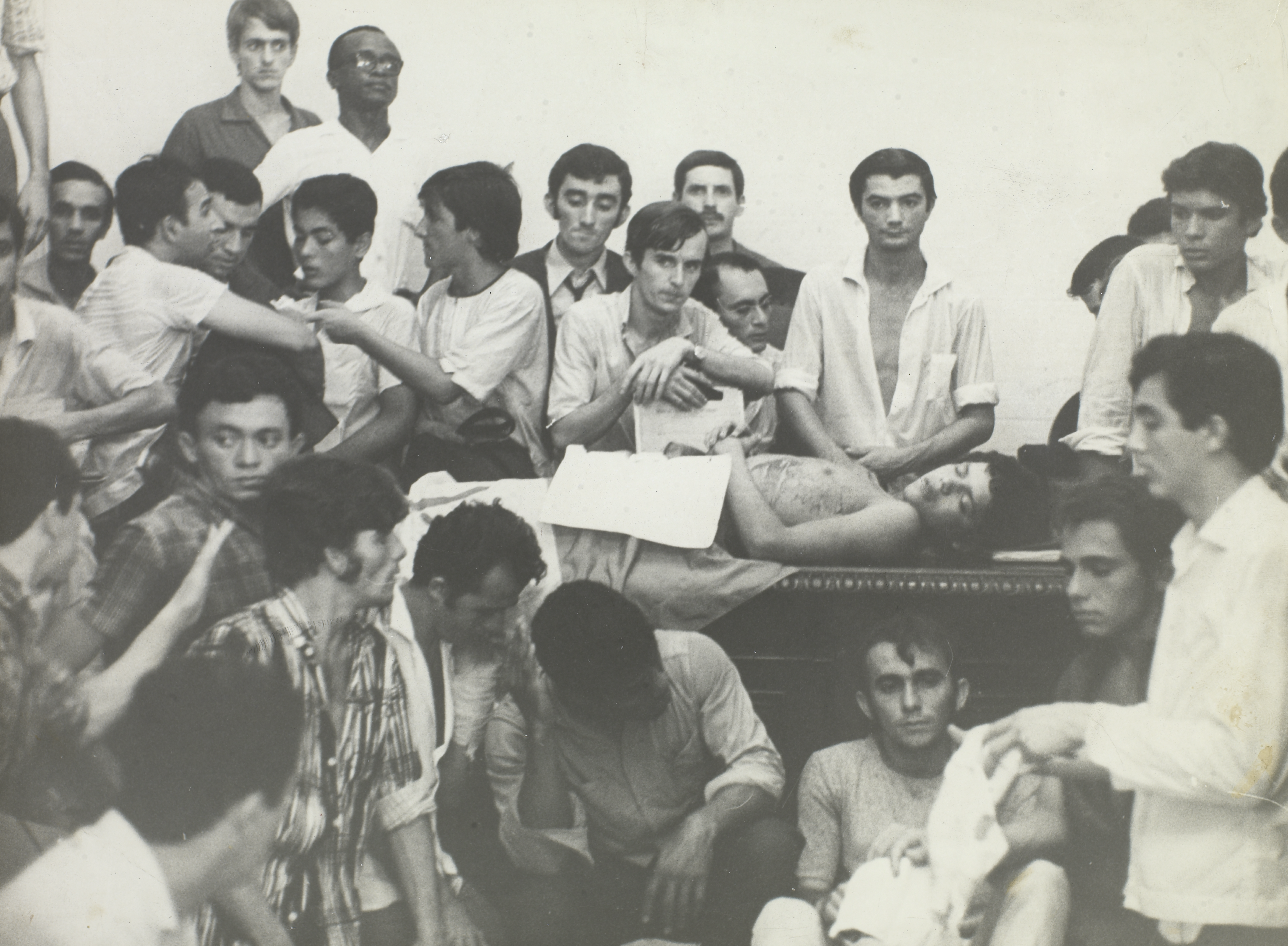
Cos de Edson Luís de Lima Souto.

El 28 de març de 1968, els estudiants del Rio havien organitzat una marxa-llampec per a protestar contra la pujada del preu del menjar en el restaurant Calabouço.
Al voltant de les 18 hores, la Policia militar va arribar al local i va dispersar als estudiants que estaven davant del complex. Els estudiants es van refugiar dintre del restaurant i van respondre a la violència policial utilitzant pals i pedres. Això va fer recular els policia i el carrer quedà desert. Quan els policies van tornar, es van començar a disparar trets des de l'edifici de la Legião Brasilera d'Assistència, el que va provocar pànic entre els estudiants, que fugiren.
Els policies creien que els estudiants anirien a atacar l'Ambaixada dels Estats Units i van acabar per ocupar el restaurant. Durant l'ocupació, el comandant de la tropa de la Policia Militar, l'aspirant Aloísio Raposo, va matar el secundarista Edson Luís amb un tret a boca de canó al pit. Un altre estudiant, Benedito Frazão Dutra, ferit, va poder ser dut a l'hospital, on també va morir.

## Commoció, mobilitzacions i enterrament

Enterrament de Edson Luís de Lima Souto.

Tement que la policia militar fes desaparèixer el cos, els estudiants no van permetre que fos dut a l'Institut Mèdic Legal (IML), i el van carregar fins l'Assemblea Legislativa del Rio, on va ser vetllat. La necròpsia va ser feta en el propi local pels metges Nilo Ramos de Assis i Ivan Nogueira Bastos en la presència del Secretari de Salut de l'Estat. El seu òbit amb número 16.982 va tenir com a declarant l'estudiant Mário Peixoto de Souza.
El registre d'incidència núm 917 de la 3ª Comissaria de Policia va informar que, en el tiroteig ocorregut en el restaurant Calabouço, altres sis persones van quedar ferides: Telmo Matos Henriques, Benedito Frazão Dutra (que va morir immediatament després), Antônio Inácio de Paulo, Walmir Gilberto Bittencourt, Olavo de Souza Naixement i Francisco Dies Pinto. Tots atesos a l'Hospital Souza Aguiar.
En el període que es va estendre la vetlla fins a la missa de l'Església de la Candelária, realitzada en 2 d'abril es van produir protestes en tot el país.

A Sao Paulo, quatre mil estudiants van fer una manifestació a la Facultat de Medicina de la Universitat de Sao Paulo (USP). També es van fer manifestacions en el Centre Acadèmic XI d'Agost, de la Facultat Sao Francisco, en la Escola Politécnica de la USP i en la Pontifícia Universitat Catòlica de Sao Paulo.
| « | Mataram um estudante. Podia ser seu filho! | » |

| « | Os velhos no poder, os jovens no caixão | » |

| « | Bala mata fome? | » |

Rio de Janeiro es va aturar el dia de l'enterrament. Per a expressar seva protesta, els cinemes de la Cinelândia van obrir anunciant tres pel·lícules: La nit dels Generals, A boca de canó i Cor de Dol. Centenars de cartells van ser enganxats a Cinelândia amb frases com "Bala mata fome?" (La bala mata la fam?), "Os velhos no poder, os jovens no caixao" ("Els vells en el poder, els joves a la caixa") i "Mataram um estudante. Podia ser seu filho!" ("Van matar un estudiant. I si fos el teu fill?").
Edson Luis va ser enterrat al so de l'Himne Nacional Brasiler, cantat per la multitud.

## Homenatges

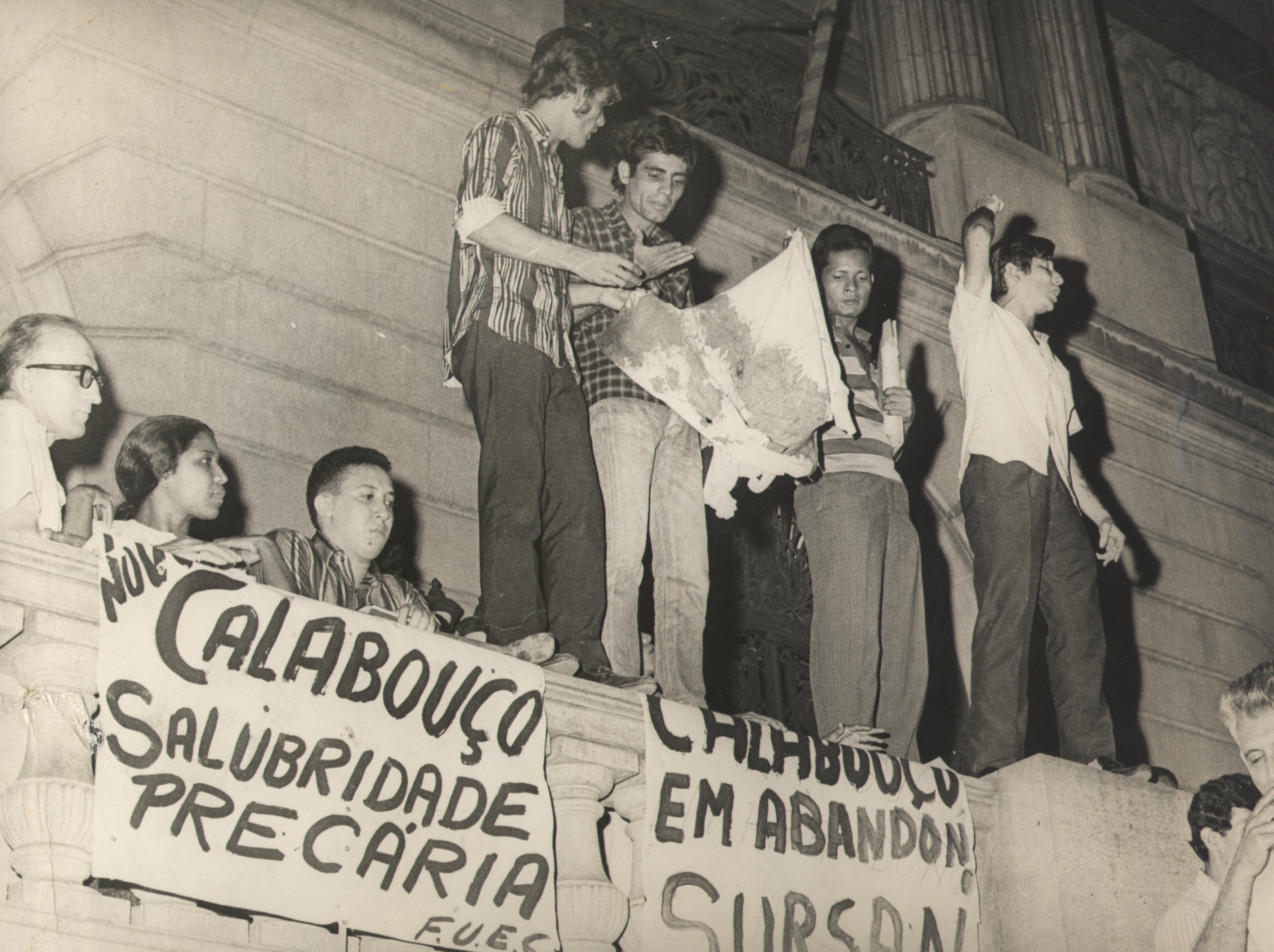
Camisa de Edson Luís de Lima Souto.

La cançó "Menino", composta per Milton Nascimento i Ronaldo Bastos, gravada en l'àlbum Geraes (1976), i cantada també per Elis Regina en les presentacions i en el disc Saudade de Brasil (1980), es refereix a Edson Luis.
La cançó "Coração de Estudante" ("Cor d'Estudiant"), composta per Wagner Tiso inicialment sota el nom de "Tema de Jango" per a un documental sobre João Goulart, va incloure lletra de Milton Nascimento recordant la tragèdia de Edson Luís i la cançó va ser rebatejada com "Cor d'Estudiant".
La cançó va ser gravada en l'àlbum En viu el 1983.
El 28 de març de 2008, per a acordar els quaranta anys de la seva mort, va ser inaugurada una estàtua en homenatge a l'estudiant Edson Luís a la plaça Ana Amélia (entre l'avinguda Churchill i el carrer Santa Lluïa).
El nus viari (trevo viário en portuguès) que connecta l'Aterro do Flamengo amb les avingudes General Justo i Presidente Antônio Carlos, proper a l'Aeroport Santos Dumont, va passar a ser conegut com a Trevo Estudiant Edson Luís de Lima Souto.
La tràgica escena del seu assassinat va ser representada en un capítol de la telenovel·la del SBT (Sistema Brasileiro de Televisão) Amor i Revolució, el dia 28 de setembre de 2011.